# Visconde de Jaguari
Visconde de Jaguari é um título nobiliárquico brasileiro criado por D. Pedro II do Brasil, por decreto de 2 de dezembro de 1846, em favor a Domingos de Castro Antiqueira.
Titulares
1. Domingos de Castro Antiqueira – 1.º barão de Jaguari;
2. José Ildefonso de Sousa Ramos – 1.º barão das Três Barras.